# Moscati, el metge dels pobres
Moscati, el metge dels pobres (originalment en italià, Giuseppe Moscati - L'amore che guarisce) és un telefilm italià del 2007 escrit i dirigit per Giacomo Campiotti. La pel·lícula està basada en fets de la vida real del metge i llavors sant catòlic Giuseppe Moscati. S'ha doblat al valencià per a À Punt.

## Repartiment
- Giuseppe Fiorello com a Giuseppe Moscati
- Ettore Bassi com a Giorgio Piromallo
- Kasia Smutniak com a Elena Cajafa
- Paola Casella com a Cloe
- Emanuela Grimalda com a germana Helga
- Giorgio Colangeli com el professor De Lillo
- Antonella Stefanucci com a Nina Moscati
- Carmine Borrino com a Umberto